# Tiburge d'Orange
Thiburge ou Tiburge d'Orange (avant 1096 – 1150), est comtesse d'Orange.

## Biographie
Tiburge naît avant le départ de son père pour la Terre sainte en 1096[réf. nécessaire]. Thiburge est fille de Rambaud II d'Orange, ou III, selon d'autres historiens, est le seul comte d'Orange de la famille de Nice-Orange clairement identifié. Il est aussi appelé Rambaud de Nice parce qu'il exerce l'autorité vicomtale sur Nice. L'identité de sa mère n'est pas connue avec certitude cependant certaines sources évoquent le nom de Rixende d'Apt.
Au retour de Terre-Sainte, Rambaud II d'Orange s'établit à Nice. Il laisse le comté d'Orange à sa fille unique Thiburge et a son gendre Géraud Adhémar de Montélimar avant 1115.
Cette princesse contribue beaucoup à l'agrandissement et à l'embellissement de la ville d'Orange. Elle fait construire trois grands faubourgs, un au quartier de Saint-Florent, un autre à la Tour de l'arc de triomphe, et le troisième aux environs de l'église de Saint-Pierre. Mais ces trois faubourgs seront presque entièrement détruits dans la guerre que Raimond de Turenne portera, l'an 1390, dans la Provence.
Thiburge teste entre 1146 et 1150, et meurt probablement peu après. Ses fils sont encore très jeunes et elle les confie à son beau-fils Bertrand des Baux.

## Famille
Vers 1103, Tiburge épouse Giraud II Adhémar de Monteil. Ils ont pour fils Guillaume, prince d'Orange.
En 1126-1130, elle épouse, en secondes noces, Guilhem d'Aumelas. Il a fait son testament le 8 mars 1155. Ils ont pour descendance :
- Raimbaut, troubadour, hérite les territoires d'Aumelas et Orange ;
- Tiburgette, mariée à Adhémar de Murviel ;
- Thiburge II, troubadour, mariée à Bertrand Ier des Baux.